# Psihologija množic
Psihologija množic je veja socialne psihologije, ki raziskuje značilnosti množic. 
Utemeljitelji psihologije množic Gustave Le Bon, Gabriel Tarde in Scipio Sighele so poudarili negativne značilnosti nekaterih množičnih pojavov: izginotje posameznika v kolektivu, izguba osebne odgovornosti, nagonska usmerjenost, sugestibilnost (»množična sugestija«) in pripravljenost za pokoritev vodji. Množične pojave v 
industrijskih družbah so izčrpno raziskali mdr. Sigmund Freud, José Ortega y Gasset in David Riesman.